# Býšovec
Býšovec är en ort i Tjeckien.   Den ligger i regionen Vysočina, i den östra delen av landet, 150 km sydost om huvudstaden Prag. Býšovec ligger 583 meter över havet och antalet invånare är 132.
Terrängen runt Býšovec är platt åt sydväst, men åt nordost är den kuperad. Runt Býšovec är det ganska tätbefolkat, med 78 invånare per kvadratkilometer. Närmaste större samhälle är Nové Město na Moravě, 18,2 km nordväst om Býšovec. I omgivningarna runt Býšovec växer i huvudsak blandskog.